# Geng Biao
Geng Biao, född 26 augusti 1909 i Liling, Hunan, död 23 juni 2000 i Peking, var en kommunistisk kinesisk politiker och diplomat som blev Folkrepubliken Kinas förste ambassadör i Sverige 1950.
Geng gick med i kommunistpartiets ungdomsförbund 1925 och försökte skapa en proteströrelse bland gruvarbetare i Hunan, men misslyckades. I september 1930 tog han värvning i Röda armén och fyra år senare deltog han i den Långa marschen. Under det andra sino-japanska kriget var han politisk kommissarie i ett förband i Åttonde routearmén och hans förband intog östra Gansu-provinsen. Efter krigsslutet deltog han i medlingsförsöken med Kuomintang och efter det kinesiska inbördeskriget bröt ut 1946 återgick han till sitt förband och deltog i erövringen av Taiyuan.
När Folkrepubliken Kina grundades blev han utsedd till Kinas ambassadör i Sverige samt minister i Danmark och Finland. Han blev senare ambassadör i Pakistan, Burma och Albanien.
Den 6 oktober 1976 beordrades han att ta kontroll över TV- och radiostationerna i Peking för att underlätta arresteringen av de Fyras gäng. Den 23 januari 1977 blev han formellt utnämnd till chef för den centrala KKP-ledningens s.k. fem-mannagrupp med ansvar för den nationella propagandasektorn. Denna post hade han fram till dess att gruppen upplöstes 1978 och partiets Centrala Propagandadepartement återbildades efter att ha avskaffats som institution vid kulturrevolutionens begynnelse 1966. I och med detta blev Geng nu befordrad till chef (med ministers rang) för KKP:s Centrala Departement för Internationella Kontakter. 1978 utsågs han till vice premiärminister i Statsrådet med ansvar för utrikespolitik, den militära industrin, civilfyget och turism. I januari blev han ledamot i den Centrala militärkommissionen.
1981 utsågs han till försvarsminister och blev statsråd följande år. 1983 blev han vice ordförande i Nationella folkkongressens stående utskott.